# My Little Pony: Pony Life
My Little Pony: Pony Life (também chamado de My Little Pony: A Vida de Pónei em Portugal) é uma série de desenho animado infantil irlandesa-americana baseada na franquia My Little Pony da Hasbro. A série é o reboot de My Little Pony: A Amizade É Mágica de 2010 e a quarta série de animação baseada na franquia geral. A série é produzida pela Allspark Animation, Boulder Media Limited e Entertainment One, e apresenta um novo estilo de animação, mais narrativas cômicas da vida. A série também se concentra em um tema mais cômico do que seu antecessor. Ao contrário de A Amizade É Mágica, cada episódio tem 11 minutos de duração, consistindo em dois segmentos de cinco minutos.
A série estreou nos Estados Unidos em 7 de novembro de 2020 no Discovery Family, no Canadá em 21 de junho de 2020 na Treehouse TV e na África em 16 de novembro de 2020 na Boomerang.

## Transmissão

### Web-curtas
My Little Pony: Pony Life possui curtas de animação com estilo stop motion, exibidas no YouTube em 24 de janeiro de 2020.

### Televisão
A série foi antigamente previsto para estrear na Discovery Family nos EUA em 13 de junho de 2020, mas foi repentinamente retirado da programação provavelmente por conta da pandemia de COVID-19. No entanto, em 12 de outubro de 2020, no mesmo dia que fez um ano que a série original havia encerrado, uma promoção revelou que o show seria estreado em 7 de novembro de 2020. Em 17 de setembro de 2020, foi relatado que uma segunda temporada está atualmente em produção.
No Canadá, a série estreou mundialmente na Treehouse TV em 21 de junho de 2020.
A série estreou no Boomerang da Austrália e Nova Zelândia em 1 de agosto de 2020. A série também estreou na 9Go! na Austrália em 21 de setembro de 2020.
No Reino Unido, a série estreou no Tiny Pop em 1º de setembro de 2020.
No Sudeste Asiático, a série estreou no Boomerang em 3 de outubro de 2020.
No Brasil, a série estreou em 14 de dezembro de 2020, no Discovery Kids.
Em Portugal, a série estreou em 20 de março de 2023, no serviço de streaming do Canal Panda, Panda+.

## Elenco
Com a exceção de Cathy Weseluck a dubladora do Spike, todo o elenco de voz principal da série de 2010 irá reprisar seus papéis em Pony Life.

### Versão original

#### Principais
- Tara Strong como Twilight Sparkle
- Ashleigh Ball como Applejack e Rainbow Dash
- Andrea Libman como Fluttershy e Pinkie Pie
- Tabitha St. Germain como Rarity e Spike

#### Secundários
- Nicole Oliver como Princesa Celestia
- Trevor Devall como Fancy Pants
- Madeleine Peters como Scootaloo
- Michelle Creber como Apple Bloom
- Claire Corlett como Sweetie Belle
- Peter New como Discórdia
- Kathleen Barr como Trixie Lulamoon
- Chanelle Peloso como Potion Nova
- Richard Ian Cox como Snails
- Ian Hanlin como Snips
- Michael Dobson como Bulk Biceps
- Luc Roderique como Herd Happily

## Curtas
| # | Título         | Dirigido por   | Escrito por  | Duração | Exibição original     | Audiência (milhões nos Estados Unidos) |
| --- | -------------- | -------------- | ------------ | ------- | --------------------- | -------------------------------------- |
| 1 | "Potion Party" | Emily Thompson | Celina Frenn | 1:57    | 24 de janeiro de 2020 | 2.12                                   |
| Enquanto Twilight Sparkle está ocupada com seus testes de poções, ela não sabe que Pinkie Pie as experimenta sozinha, apenas para acabar com consequências bizarras. Twilight pode fazê-la voltar ao normal? |                |                |              |         |                       |                                        |